# لغات سامية وسطى
اللغات السامية الوسطى هي أحد فرعي السامية الغربية (وهي أحد القسمين الرئيسيين للغات السامية)، والفرع الآخر هو السامية الجنوبية. وتتفرع السامية الوسطى إلى فرعين: اللغات السامية الشمالية الغربية واللغات العربية. تتضمن السامية الشمالية الغربية اللغات الآرامية والأوغاريتية والكنعانية (والتي تتضمن العبرية والفينيقية). أما اللغات العربية فهي تتضمن بشكل رئيسي اللهجات العربية، بالإضافة إلى بعض اللغات القريبة من العربية مثل اللغة المالطية.
الفروق الرئيسية بين اللغات العربية واللغات السامية الشمالية الغربية هو أن معظم الأسماء التي لا تشير إلى بشر في اللغات العربية يتم جمعها جمع تكسير، بينما في اللغات السامية الشمالية الغربية يتم ذلك دائماً تقريباً بإضافة لاحقة إلى الكلمة.